# South Kenton (stanice metra v Londýně)
South Kenton je stanice metra v Londýně, otevřená 3. července 1933. Autobusové spojení je zajištěno linkou 223. Stanice se nachází v přepravní zóně 4 a leží na lince:
- Bakerloo Line mezi stanicemi Kenton a North Wembley.
- Overground

| Rok  | Počet cestujících |
| ---- | ----------------- |
| 2011 | 0,96 mil          |
| 2012 | 0,97 mil          |
| 2013 | 1,02 mil          |
| 2014 | 1,10 mil          |